# CBS Telenoticias
CBS Telenoticias, lanzado el 1 de diciembre de 1994, fue un canal de televisión en el cual se transmitían noticias para toda Latinoamérica. Un canal de una sociedad integrada en un principio por Antena 3 Internacional, la agencia Reuters, Artear (Argentina), Sistema Brasileiro de Televisão y Telemundo.

## Compra de CBS
En julio de 1996, por los movimientos del mercado, CBS compra Telenoticias, pasándose a llamar CBS Telenoticias. En su momento la adquisición de Telenoticias era una decisión estratégica de CBS/Westinghouse que ampliaba el alcance en EE. UU. y la magnitud del negocio de comunicación audiovisual. Esto produjo que los latinos en EE. UU. recibieran la señal a través de la compañía satelital W Satellite Communications. La voz que anunciaba la entrada: «CBS Telenoticias, el mundo al instante». Lo conducían los periodistas de CBS Telenoticias como Silvia Martínez, José Gray, Raúl Peimbert, Marián de la Fuente, Ana Patricia Candiani, Denisse Oller, Mercedes Martí, Omar Fuentes, Manu Sánchez, Rubén Luengas, Carlos María Ruiz, María Elvira Arango, María Elvira Salazar, Julio García, Angie Sandoval, Luis Soto, Ricardo Brown, Iván Kasanzew, Guillermo Descalzi, Mariela Salgado, entre otros.

## Declive
CBS mantenía el canal de información de 24 horas en América Latina y España con ideas de introducir otro similar, también en español, para el mercado de EE. UU. Además, Telemundo y CBS habían llegado a un acuerdo para que CBS Telenoticias produciera el noticiero nocturno diario de Telemundo y otros programas especiales.
Luego, en 1999, dado al poco encendido del canal, las deudas y el crecimiento en audiencia de su competencia, Telemundo se hace cargo nuevamente de la señal en enero de 2000 sacándola del aire dos meses después, transformándola en Telemundo Internacional, que hasta el día de hoy está al aire.